# 14e régiment de tirailleurs sénégalais
Le 14e régiment de tirailleurs sénégalais (ou 14e RTS) est un régiment constitué sous la IIIe République. Il participa à la conquête du Levant (Liban et Syrie) et à la répression de la résistance au mandat français dans cette région.

## Création et différentes dénominations
- 1er avril 1919 : 14e Régiment de Tirailleurs Sénégalais constitué des unités suivantes :
  - 110e Bataillon de Tirailleurs Sénégalais ;
  - 112e Bataillon de Tirailleurs Sénégalais;
  - 117e Bataillon de Tirailleurs Sénégalais.
- 1er mai 1923 : renommé 14e Régiment de Tirailleurs Coloniaux
- 22 janvier 1926 : renommé 14e Régiment de Tirailleurs Sénégalais
- 22 juin 1940 : anéanti à la fin de la bataille de France
- juillet 1940 : dissolution
- 16 novembre 1944 : reformation à Marseille et La Ciotat
- 15 avril 1946 : dissolution. Ses hommes sont versés dans le 18e Groupement de Compagnies Sénégalaises de garde de prisonniers de guerre de l'Axe.

## Colonels/chef-de-brigade
- Le Colonel André FRECH (*), a pris le commandement du 14e Tirailleurs Sénégalais le 20.12.1928 et fit avec cette unité la campagne au Tonkin du 2.06.1930 au 26.10.1932. (sources: Archives historiques de l'Armée, série V, dossier 124. DBF XIV, 1979 - Dictionnaire Biographique des Maréchaux et Généraux alsaciens, Auteur Alphonse HALTER aux Editions d'Alsace Colmar

) (*) Officier qui devint par la suite général de brigade.
(**) Officier qui devint par la suite général de division.

## Historique des garnisons, combats et batailles du14eRTS

### Entre-deux-guerres
- Tunisie
- Bulgarie
- Syrie (4e division du Levant du général Goubeau)

- 12 juin 1920 - Débarquement à Mersin et opérations d'Aïn-Tab (Cilicie) jusqu'en février 1921.
- 1922-1924 : Mont-de-Marsan (caserne Bosquet), Libourne, Tarbes

### Seconde Guerre mondiale

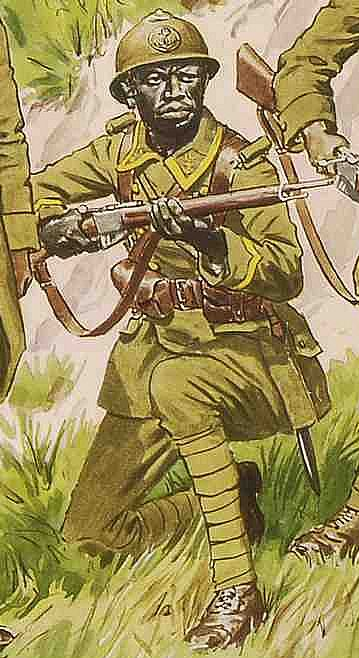
Tirailleur du 14e RTS en 1939 (dessin allemand d'époque).

#### Drôle de guerre
Le 14e régiment de tirailleurs sénégalais est l'un des trois régiments d'infanterie de la 1re division d'infanterie coloniale. Cette division est placée en réserve de la 2e armée qui doit en premier lieu protéger la ligne Maginot d'une manœuvre tournante.

#### Bataille de France
Le 14e RTS combat dans les Ardennes et sur la Meuse (combats de Beaumont, Brillon, Bourmont). Entre le 18 et le 21 juin 1940, ces tirailleurs sont faits prisonniers au sud de Sion, alors qu'ils opèrent un repli sur les Vosges. Certains d'entre eux participent notamment à la bataille de Bourmont qui se déroule les 18, 19 et 20 juin 1940, trois jours durant lesquels le 14e RTS résiste à la 86e division d'infanterie allemande. À la suite des combats, les soldats allemands assassinent au moins une trentaine de tirailleurs prisonniers, certains à coups de crosse de fusil.

### De 1945 à nos jours
Ce régiment a été définitivement dissous le 15 avril 1946.

## Faits d'armes faisant particulièrement honneur au régiment
Il porte, cousues en lettres d'or dans ses plis, les inscriptions suivantes :
- Levant 1920-1921

- le 22 juin 1940, les derniers éléments du régiment, encerclé par l'ennemi, brûlent le drapeau en présence d'un certain nombre d'officiers du corps.

A la libération la formation a détenu le drapeau du 24e RTS jusqu'à la remise d'un drapeau neuf qui ne sera jamais effectuée, pour cause de dissolution du 14eRTS.

## Insigne du14erégimentde tirailleurs sénégalais
14e RTS (1939-1940 et 1944-1946)

## Signification
Symbolique:

Ancre de la coloniale au sigle RTS, portant sur la trabe une patte de collet bleu foncé au chiffre 14, avec des feuilles de bananiers vertes brochant la tige et une panthère passant vers la gauche, le tout doré. Entre la trabe et le filin, les feuilles et les pointes de l'ancre, il existe des espaces évidés. Le graphisme veut rappeler les origines des personnels du régiment.

## Personnalités ayant servi au14eRTS
- Mouniro (1907-1958), officier français
- Charles N'Tchoréré (1896-1940), officier français